# Kia Rio
Kia Rio är en småbil som lanserades 2000 som årsmodell 2001. Modellen såldes med två bensinmotorer, 1.3 och 1.5 med 75 respektive 98 hk.
Denna modell ersattes 2005 av en ny generation med samma namn, vilken lanserades som årsmodell 2006, med två bensinmotorer, 1.4 och 1.6 med 75, 97 och 112 hk, samt en dieselmotor, 1.5 CRDi med 110 hk.
Båda generationerna fanns som 4-dörrars sedan och 5-dörrars halvkombi. Sedanmodellen säljs dock inte på alla marknader, t.ex. Sverige.
Under hösten 2012 började tredje generationens Kia Rio säljas, som 2012 års modell, i halvkombiutförande, vilken kommer att följas av en sedan.

## Motoralternativ

### Generation I
| Modell | Årsmodell | Motor                   | Cylindervolym | Effekt | Vridmoment | Bränslesystem      |
| ------ | --------- | ----------------------- | ------------- | ------ | ---------- | ------------------ |
| 1.3    | 2001-2005 | 4-cyl radmotor SOHC 8V  | 1343 cm³      | 75 hk  | 113 Nm     | Bränsleinsprutning |
| 1.5    | 2001-2005 | 4-cyl radmotor DOHC 16V | 1493 cm³      | 98 hk  | 133 Nm     | Bränsleinsprutning |

### Generation II
| Modell     | Årsmodell | Motor                   | Cylindervolym | Effekt | Vridmoment | Bränslesystem      |
| ---------- | --------- | ----------------------- | ------------- | ------ | ---------- | ------------------ |
| 1.4*¹      | 2010-     | 4-cyl radmotor DOHC 16V | 1399 cm³      | 75 hk  | 125 Nm     | Bränsleinsprutning |
| 1.4        | 2006-     | 4-cyl radmotor DOHC 16V | 1399 cm³      | 97 hk  | 125 Nm     | Bränsleinsprutning |
| 1.6*¹      | 2006-     | 4-cyl radmotor DOHC 16V | 1599 cm³      | 112 hk | 146 Nm     | Bränsleinsprutning |
| 1.5 CRDi*¹ | 2006-     | 4-cyl radmotor DOHC 16V | 1493 cm³      | 110 hk | 235 Nm     | Turbodiesel        |

*¹ Ej Sverige
- Wikimedia Commons har media som rör Kia Rio.